# Осада Антиохии (968—969)
Осада Антиохии — военная операция, предпринятая в 968—969 гг. войсками Византийской империи с целью отвоевать стратегически важный город Антиохию у хамданидского эмирата Алеппо.

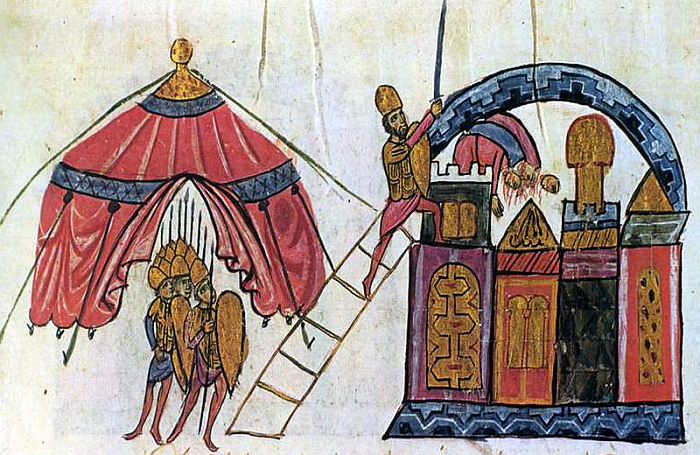
Взятие Антиохии. Миниатюра из Мадридского Скилицы

## Предыстория
С начала своего правления Никифор II Фока продолжил византийское наступление на восток и повел борьбу против пограничного хамданидского эмирата Алеппо. Воспользовавшись состоянием нестабильности эмирата после смерти Сайфа ад-Даулы, в 968 году он разрушил большую часть крепостей Сирии и после победы под Алеппо захватил Мааррат-эн-Нууман, Кафартаб, Шайзар, затем Хаму и Хомс, которые были преданы огню. После разграбления долины Оронта Никифор подошел к ливанскому побережью и взял Джабле, Телль-Арку, Тартус и подчинил Лаодикею, но осадить Триполи ему не удалось. В октябре 968 года имперские войска подошли к Антиохии. По приказу Никифора недалеко от Антиохии был построен форт Баграс, где была размещена тысяча солдат под командованием Михаила Вурцы. Патрикию Петру было поручено блокировать Антиохию.
Весной 969 года император решил вернуться в Константинополь. Никифор категорически запретил брать Антиохию штурмом, желая сохранить город.

## Ход осады
Вурца, однако, хотел заработать себе славу, поэтому вступил в переговоры с защитниками, пытаясь убедить их сдаться, но получил отказ. Тогда Вурца подкупил начальника Калласских ворот Аулакса, который позволил ему с 300 человек в течение ночи подняться по заранее приготовленным лестницам нужной длины на вершину башен ворот и захватить их. Захватив ворота, византийцы закрепились на части городской стены.
Вурца отправил письмо Петру, который в это время со своим контингентом проводил рейд по окрестностям города, и призвал его к Антиохии, чтобы помочь взять город. Сначала Петр колебался, помня приказ императора не брать Антиохию силой, но, поскольку просьбы Вурцы становились все более отчаянными, так как антиохийцы постоянно атаковали и его люди начали терять позиции на стенах, он решил вернуться к городу, чтобы помочь в его взятии.
28 октября 969 года Петр подошел к Калласским воротам, и 1 ноября совместными усилиями войск двух византийских военачальников Антиохия была окончательно взята.

## Результаты
После взятия города Вурца за нарушение приказа был смещен со своего поста Никифором, в то время как Петр продвинулся вглубь сирийской территории, осадил и захватил Алеппо. Более века Антиохия оставалась оплотом империи в регионе.